# محسن حمیدی
محسن حمیدی (زاده ۸ مهر ۱۳۶۴ در اهواز) بازیکن فوتبال اهل ایران است.